# UCI Oceania Tour 2017
L'UCI Oceania Tour 2017 és la tretzena edició de l'UCI Oceania Tour, un dels cinc circuits continentals de ciclisme de la Unió Ciclista Internacional. Està format per un parell de proves, organitzades del 22 de gener al 5 de febrer de 2017 a Oceania.

## Calendari de les proves

### Gener
| Data  | Cursa                     | Cat. | Vencedor      | Equip                         |
| ----- | ------------------------- | ---- | ------------- | ----------------------------- |
| 22-26 | New Zealand Cycle Classic | 2.2  | Joseph Cooper | IsoWhey Sports-Swiss Wellness |

### Febrer
| Data | Cursa           | Cat. | Vencedor      | Equip       |
| ---- | --------------- | ---- | ------------- | ----------- |
| 1-5  | Herald Sun Tour | 2.1  | Damien Howson | Orica-Scott |

### Març
| Data | Cursa                                        | Cat. | Vencedor       | Equip                      |
| ---- | -------------------------------------------- | ---- | -------------- | -------------------------- |
| 2    | Campionat d'Oceania de contrarellotge sub-23 | CC   | Liam Magennis  | Equip nacional d'Austràlia |
| 2    | Campionat d'Oceania de contrarellotge        | CC   | Sean Lake      | Equip nacional d'Austràlia |
| 4    | Campionat d'Oceania en ruta sub-23           | CC   | Lucas Hamilton | Equip nacional d'Austràlia |
| 4    | Campionat d'Oceania en ruta                  | CC   | Sean Lake      | Equip nacional d'Austràlia |

## Classificacions
- Font: Classificacions finals

| Pos. | Ciclista                | Equip                        | Punts |
| ---- | ----------------------- | ---------------------------- | ----- |
| 1.   | Lucas Hamilton* (AUS)   | Mitchelton Scott             | 285   |
| 2.   | Michael Storer* (AUS)   | -                            | 260   |
| 3.   | Jai Hindley* (AUS)      | Mitchelton Scott             | 240   |
| 4.   | Sean Lake (AUS)         | IsoWhey Sports SwissWellness | 198   |
| 5.   | Damien Howson (AUS)     | Orica-Scott                  | 148   |
| 6.   | Joseph Cooper (NZL)     | IsoWhey Sports SwissWellness | 137   |
| 7.   | Jason Christie (NZL)    | Team Sapura Cycling          | 118   |
| 8.   | Cyrus Monk* (AUS)       | Cannondale-Drapac            | 115   |
| 9.   | Benjamin Dyball (AUS)   | Delko-Marseille Provence-KTM | 108   |
| 10.  | Dylan Sunderland* (AUS) | NSW Institute of Sport       | 91    |

| Pos. | Equip                        | País            | Punts |
| ---- | ---------------------------- | --------------- | ----- |
| 1.   | Mitchelton Scott             | R.P. de la Xina | 655   |
| 2.   | IsoWhey Sports SwissWellness | Austràlia       | 517   |
| 3.   | Drapac-Pat's Veg Holistic    | Austràlia       | 211   |
| 4.   | St George Continental        | Austràlia       | 126   |
| 5.   | Team Sapura Cycling          | Malàisia        | 121   |
| 6.   | NSW Institute of Sport       | Austràlia       | 120   |
| 7.   | Delko-Marseille Provence-KTM | França          | 08    |
| 8.   | JLT Condor                   | Regne Unit      | 90    |
| 9.   | Team Ukyo                    | Japó            | 55    |
| 10.  | One Pro Cycling              | Regne Unit      | 45    |

| Pos. | País         | Punts |
| ---- | ------------ | ----- |
| 1.   | Austràlia    | 2452  |
| 2.   | Nova Zelanda | 951   |

| Pos. | País         | Punts |
| ---- | ------------ | ----- |
| 1.   | Austràlia    | 1830  |
| 2.   | Nova Zelanda | 214   |